# The Seven Deadly Sins - Nanatsu no taizai
The Seven Deadly Sins - Nanatsu no taizai (七つの大罪?, Nanatsu no taizai, lett. "I sette peccati capitali") è un manga shōnen scritto e disegnato da Nakaba Suzuki, serializzato sul Weekly Shōnen Magazine di Kōdansha dal 10 ottobre 2012. La serie, ambientata nell'Europa medievale è ispirata al Ciclo Bretone, segue le vicende di un gruppo di cavalieri chiamati per l'appunto i sette peccati capitali. Un adattamento anime, prodotto da A-1 Pictures, è stato trasmesso in Giappone in due stagioni, intitolate rispettivamente The Seven Deadly Sins e The Seven Deadly Sins: Revival of the Commandments tra il 5 ottobre 2014 e il 30 giugno 2018. Una serie anime di quattro episodi, sempre prodotta da A-1 Pictures e intitolata The Seven Deadly Sins: Signs of Holy War, è andata in onda dal 28 agosto al 18 settembre 2016. La terza stagione, intitolata The Seven Deadly Sins: Wrath of the Gods, ha iniziato ad andare in onda in Giappone dal 9 ottobre 2019 ed è terminata il 25 marzo 2020. Una quarta e ultima stagione, sottotitolata in giapponese Fundo no Shinpan (in inglese Dragon's Judgement), è andata in onda in Giappone dal 13 gennaio 2021 e si è conclusa il 23 giugno successivo. In Italia i diritti del manga sono stati acquistati da Star Comics, mentre gli anime sono stati resi disponibili con il doppiaggio in italiano da Netflix. Four Knights of the Apocalypse, manga sequel della serie scritto e disegnato dallo stesso Suzuki, inizia la pubblicazione sul Weekly Shōnen Magazine a gennaio 2021.

## Ambientazione
Il manga è ambientato nella regione della Britannia, spartita tra diversi clan: Umani, Fate e Giganti; in passato erano presenti anche Demoni e Dee, ma a seguito di un antico conflitto entrambi i clan non esistono più nel territorio della Britannia. Ogni clan è dotato di quello che è definito potere magico: questo permette agli individui di manifestare una magia innata per la singola persona, definita da desideri e personalità, oltre ad una gamma di incantesimi e tecniche magiche che possono essere apprese e non sono innate. Benché i clan tendano a vivere separati, è dimostrato nel corso del manga che questi possano convivere e persino riprodursi tra loro. Sono presenti anche clan minori, dotati di intelletto e capacità magiche, ma risultano molto marginali nella narrazione.
Umani
Clan più diffuso nell'attuale Britannia, considerato il più debole. Organizzato in numerosi regni, gli individui con sufficiente forza magica sviluppano un potere magico individuale.
Fate
Nati dall'Albero del Mondo, sono esseri dall'aspetto fanciullesco, dotati normalmente di ali (più segno di maturità che altro, visto che possono volare anche senza). Possiedono un potere magico individuale, tranne i re (scelti dall'Albero stesso), che possiedono tutti, oltre ad ali più grandi, il potere magico Disaster, utile per la manipolazione della foresta e l'uso della propria lancia spirituale, derivante proprio dall'Albero del Mondo. Sono anche in grado di mutare il proprio aspetto.
Giganti
Simili agli umani (tranne eccezioni) ma di dimensioni molto maggiori, sono esseri violenti e dediti alla battaglia. Possiedono tutti lo stesso potere magico di manipolazione della Terra, Creation, oltre a diversi incantesimi unici del proprio clan. Eleggono il proprio re tra i Giganti più forti.
Demoni
Nati dal Re dei Demoni, divinità che li controlla, gli individui hanno una vasta gamma di aspetti mostruosi, mentre quelli di rango elevato hanno un aspetto umanoide, salvo marchi neri sul corpo e occhi neri. Ogni membro possiede un'essenza magica oscura che si manifesta come un fluido nero, con cui generano ali, si coprono come con una corazza e rigenerano rapidamente danni anche gravi. Inoltre possiedono poteri magici individuali ed una vasta gamma di incantesimi unici del clan. Possiedono sette cuori, punto debole in quanto non possono rigenerarli. Sono molto vulnerabili alla magia delle Dee, il cui potere annulla il proprio.
Dee
Nati dalla Dea Suprema, divinità che li controlla, hanno un aspetto per lo più umanoide, possiedono una essenza magica che si manifesta nell'incantesimo Ark e in ali bianche che materializzano a piacimento, oltre ad una vasta gamma di magie uniche del clan ed un potere di controllo mentale sugli esseri non-demoniaci. Sembrano non possedere poteri magici individuali, tranne quelli donati direttamente dalla Dea Suprema nella forma di grazie. Sono molto vulnerabili alla magia dei Demoni, il cui potere annulla il proprio.

## Trama
I Seven Deadly Sins erano un gruppo di sette cavalieri, considerati i più forti della regione della Britannia, ognuno dei quali rappresentava uno dei sette peccati capitali, per via di una colpa da loro commessa in passato. Il gruppo fu tuttavia sciolto dopo aver ordito apparentemente una cospirazione allo scopo di rovesciare il Regno di Lyonesse (リオネス王国?, Rionesu ōkoku), uccidendo l'allora Gran Cavaliere Sacro, Zaratras. La loro presunta sconfitta avvenne per mano dei Cavalieri Sacri (聖騎士?, Seikishi) del regno. I sette si dispersero e su di loro venne messa una taglia, ma col passare del tempo iniziò a girare voce che in realtà questi sette guerrieri leggendari fossero ancora in vita. Dieci anni dopo, i Cavalieri Sacri organizzano un colpo di Stato catturando il re, diventando così i nuovi governanti tirannici del paese. Elizabeth, la figlia più giovane del re, non ha quindi altra scelta che fuggire dal castello reale e mettersi alla ricerca dei Seven Deadly Sins, con la speranza che siano davvero ancora vivi e che siano disposti ad aiutarla.

## Doppiaggio
| Personaggio        | Voce giapponese  | Doppiatore italiano |
| ------------------ | ---------------- | ------------------- |
| Meliodas           | Yūki Kaji        | Alessandro Vanni    |
| Elizabeth Lyonesse | Sora Amamiya     | Sabine Cerullo      |
| Hawk               | Misaki Kuno      | Elena Liberati      |
| Dea Suprema        | Kana Kurashina   | Lavinia Paladino    |
| Re dei Demoni      | Shōzō Iizuka     | Alessandro Rossi    |
| Zeldris            | Yūki Kaji        | Gianluca Crisafi    |
| Estarossa          | Hiroki Tōchi     | Davide Albano       |
| Diane              | Aoi Yūki         | Elena Perino        |
| Ban                | Tatsuhisa Suzuki | Massimo Aresu       |
| King               | Jun Fukuyama     | George Castiglia    |
| Gowther            | Yūhei Takagi     | Danny Francucci     |
| Merlin             | Maaya Sakamoto   | Raffaella Castelli  |
| Escanor            | Tomokazu Sugita  | Valerio Sacco       |

## Media

### Manga

Logo della serie

Il manga, scritto e disegnato da Nakaba Suzuki, ha debuttato come one-shot sul numero 52 del Weekly Shōnen Magazine di Kōdansha il 22 novembre 2011, per poi cominciare la serializzazione sul numero 45 della stessa rivista il 10 ottobre 2012. Il primo volume tankōbon è stato reso disponibile il 15 febbraio 2013 e al 17 aprile 2019 ne sono stati messi in vendita in tutto trentasei. In Italia l'opera è edita dalla casa editrice Star Comics, che ne aveva annunciato l'acquisto al Lucca Comics & Games 2013, mentre in America del Nord i volumi sono pubblicati da Kōdansha Comics USA dal 25 marzo 2014. In circa centosettanta paesi del mondo, i capitoli del manga sono resi disponibili digitalmente da Crunchyroll, in lingua inglese, a poche ore di distanza dalla pubblicazione in Giappone.
Un breve crossover tra i manga The Seven Deadly Sins di Suzuki e Fairy Tail di Hiro Mashima, in cui i due autori hanno disegnato entrambi uno yonkoma dell'altra serie, è apparso su un numero speciale del Weekly Shōnen Magazine, uscito il 19 ottobre 2013. Un vero e proprio capitolo crossover di 17 pagine è poi apparso più tardi sul doppio numero 4–5 del 2014 della stessa rivista, pubblicato il 25 dicembre 2013. Uno spin-off di genere comico di Juichi Yamaki, intitolato Mayoe! Nanatsu no taizai gakuen! (迷え！七つの大罪学園！?), è stato serializzato sul Bessatsu Shōnen Magazine dal 9 agosto 2014 all'8 ottobre 2016 e raccolto in quattro volumi tankōbon, usciti tra il 17 febbraio 2015 e il 16 dicembre 2016. Altri due one-shot, sempre scritti da Suzuki, sono stati pubblicati entrambi da Kōdansha nel corso dell'ottobre 2014: il primo è apparso sul numero di novembre della rivista di manga shōjo Nakayoshi il giorno 3, mentre il secondo, che descrive comicamente il primo incontro tra Meliodas ed Hawk, è uscito sul numero di novembre del Magazine Special il giorno 20.

### Anime

Meliodas nell'anime

Annunciato ad aprile 2014 sul Weekly Shōnen Magazine, un adattamento anime, scritto sotto la supervisione di Shōtarō Suga e prodotto da A-1 Pictures per la regia di Tensai Okamura, è andato in onda dal 5 ottobre 2014 al 29 marzo 2015. Il character design è stato sviluppato da Keigo Sasaki e la colonna sonora è stata composta da Hiroyuki Sawano. Una seconda stagione, sottotitolata The Seven Deadly Sins - Revival of The Commandments, in giapponese Imashime no fukkatsu (戒めの復活? lett. "Il ritorno dei comandamenti") e diretta da Takeshi Furuta, è stata trasmessa tra il 6 gennaio e il 30 giugno 2018. La prima stagione della serie è stata resa disponibile in italiano col titolo The Seven Deadly Sins su Netflix dal 1º novembre 2015 e la seconda stagione è stata resa disponibile sempre su Netflix dal 15 ottobre 2018. Una terza stagione, sottotitolata Wrath of the Gods, in giapponese Kamigami no Gekirin (神々の逆鱗?, lett. "l'ira degli dèi"), annunciata per l'autunno 2019 è andata in onda in Giappone dal 9 ottobre 2019 e attualmente è disponibile sempre su Netflix. Una quarta, e ultima, stagione, sottotitolata in giapponese Fundo no Shinpan (Dragon's Judgement), è andata in onda in Giappone dal 13 gennaio 2021, mentre su Netflix arriverà suddivisa in due parti, con i primi 12 episodi pubblicati il 28 giugno 2021 e gli ultimi 12 il 23 settembre 2021.
Un episodio OAV, intitolato Ban no bangai-hen (バンの番外編? lett. "Il capitolo aggiuntivo di Ban"), è stato pubblicato in allegato all'edizione limitata del quindicesimo volume del manga il 17 giugno 2015. Un secondo OAV, composto da nove corti di genere comico, è uscito insieme all'edizione limitata del sedicesimo volume del manga il 12 agosto 2015. Una miniserie televisiva anime di quattro episodi, ponte tra prima e seconda stagione, intitolata The Seven Deadly Sins - Signs of Holy War (七つの大罪 聖戦の予兆?, Nanatsu no taizai: seisen no shirushi, lett. "I sette peccati capitali: presagi di una guerra santa"), è stata trasmessa tra il 28 agosto e il 18 settembre 2016. Anche questa serie è stata pubblicata in italiano su Netflix il 17 febbraio 2017.

### Film
Un lungometraggio animato intitolato The Seven Deadly Sins the Movie: Prisoners of the Sky (劇場版 七つの大罪 天空の囚われ人?, Gekijō-ban Nanatsu no Taizai Tenkū no Torawarebito), è stato presentato nei cinema giapponesi il 18 agosto 2018 ed è stato reso disponibile dal 31 dicembre 2018 tramite streaming su Netflix anche con doppiaggio italiano. È diretto da Yasuto Nishikata e scritto da Makoto Uezu, con una storia originale di Nakaba Suzuki e Noriyuki Abe come direttore principale. Il film presenta dei nuovi personaggi originali.
Un secondo lungometraggio animato, intitolato The Seven Deadly Sins: Cursed by Light (七つの大罪：光に呪われし者たち?, Nanatsu no Taizai: Hikari ni Norowareshi Mono-tachi), ambientato tra gli episodi 23 e 24 dell'ultima stagione dell'anime, è stato presentato nei cinema giapponesi il 2 luglio 2021 ed è stato reso disponibile dal 1º ottobre 2021 tramite streaming su Netflix anche con doppiaggio italiano. È diretto da Takayuki Hamana e scritto da Rintarō Ikeda, con una storia originale di Nakaba Suzuki.
Un terzo film animato in due parti, intitolato The Seven Deadly Sins: Grudge of Edinburgh, è stato annunciato durante l'evento virtuale "Festival Japan" di Netflix nel novembre 2021. Il film ruota attorno al figlio di Meliodas, Tristan. Bob Shirahata è il regista, con Noriyuki Abe come regista supervisore e Rintarou Ikeda come sceneggiatore. È animato da Alfred Imageworks e Marvy Jack. La prima parte del film è uscita su Netflix il 20 dicembre 2022, con la seconda parte prevista per l'uscita ad agosto 2023.

### Colonne sonore
La colonna sonora della serie è stata composta da Hiroyuki Sawano. Le sigle di apertura e chiusura della prima stagione sono rispettivamente "Netsujō no spectrum" (熱情のスペクトラム?, Netsujō no supekutoramu), composta dagli Ikimono Gakari, e "7-seven-", creata da una collaborazione tra i Flow e i Granrodeo, poi sostituite dall'episodio tredici da "Seven Deadly Sins" dei Man with a Mission e "Season" di Alisa Takigawa. Le sigle di apertura della seconda stagione (The Seven Deadly Sins - Signs of Holy War) sono "CLASSIC" dei Mucc e "Iroasenai Hitomi" (色褪せない瞳?) di Alisa Takigawa. Le sigle di apertura e chiusura della terza stagione (The Seven Deadly Sins: Revival of The Commandments) sono "Howling" dei Flow e Granrodeo e "Beautiful" di Anly, poi sostituite dall'episodio tredici da "Ame ga Furu kara Niji ga Deru" (雨が降るから虹が出る?) degli Sky Peace e "Chikai" (誓い?) di Sora Amamiya. Le sigle di apertura e chiusura della quarta stagione (The Seven Deadly Sins: Imperial Wrath of the Gods) sono "Rob the Frontier" dei Uverworld e "Regeneration" di Sora Amamiya, poi sostituite dall'episodio tredici con "Delete" dei Sid e "Good day" dei Kana Adachi. Le sigle di apertura e chiusura della quinta stagione (The Seven Deadly Sins: Dragon's Judgement) sono "Hikari Are" (光あれ) di Akihito Okano e "Time" di SawanoHiroyuki[nZk]:ReoNa, poi sostituite dall'episodio tredici con "Eien no Aria" (永遠のAria, let. "Aria eterna") di Sora Amamiya e "Namely" dei Uverworld.
Il primo album della colonna sonora originale della serie è stato pubblicato il 24 dicembre 2014, mentre il secondo è uscito l'8 aprile 2015.
The Seven Deadly Sins Original soundtrack
1. Mika Kobayashi & mpi – Perfect Time – 4:43 (testo: mpi)
2. Nanatsu no taizai (7角:the1?, 7tsuno:the1) – 4:51
3. Dragon sin (銅鑼Gong4N?, DoraGong 4n) – 5:36
4. dEvilGODfamily fukkatsudō (dEvilGODfamily復活動?) – 4:48
5. Seikishi (世紀4?, Seiki4) – 4:45
6. YoSay&B→A – 5:32
7. 2tree02 ne hi｜-chi (广2tree02 ネ日|-血?) – 5:35
8. Kangoku four (KAN594?) – 1:53
9. E. Liones (Eri0ne$?) – 5:06
10. daMeolis (駄メ男rIs?) – 4:05
11. EP←K – 4:34
12. Diane & Kata-roast (Deerン怒&過多6-$?) – 3:58
13. mouth×sen hana○2LI (mouth×宣華○2LI?) – 4:35
14. Oukoku Helbram (OH92&HrBrM?) – 4:37
15. Gilthunder (GR雷?, GR kaminari) – 5:17
16. Rage sin (らゲ-sin?) – 2:29
17. Big tsumi tsumi tsumi tsumi tsumi tsumi tsumi (Big罪罪罪罪罪罪罪?) – 4:50

Durata totale: 77:14
The Seven Deadly Sins Original soundtrack 2
1. Harlequin – 3:29
2. Arthur – 3:15
3. Nightmare Teller – 2:27
4. Pure Love – 3:10
5. Boar's sin of gluttony – 3:47
6. Hendrickson – 3:19
7. A Peaceful Day – 4:46
8. DG4-1 taizai (DG4-1:罪?) – 2:38
9. PT-2 taizai (PT-2:罪?) – 1:47
10. EOS-3 taizai (E0$-3:罪?) – 2:07
11. Kurai & setsunai-4 taizai (9雷&セ2内-4:罪?) – 3:52
12. DAN-5 taizai (DAN-5:罪?) – 1:39
13. pfAD-6 taizai (pfAD-6:罪?) – 2:40
14. RGS-7 taizai (RGS-7:罪?) – 2:29
15. K&B-8 taizai (K&B-8:罪?) – 4:44
16. PT-9 taizai (PT-9:罪?) – 2:17
17. pfAD-10 taizai (pfAD-10:罪?) – 2:12
18. pfpercAd 11 taizai (pfpercAD11:罪?) – 2:56
19. PT & EOS-12 taizai (PT&E0$-12:罪?) – 4:00
20. pfAD-13 taizai (pfAD-13:罪?) – 3:08
21. DAN-14 taizai (DAN-14:罪?) – 1:51
22. pfAD-15 taizai (pfAD-15:罪?) – 2:34
23. PT-16 taizai (PT-16:罪?) – 2:13
24. EOS-17 taizai (E0$-17:罪?) – 2:04
25. Perfect Time <sai-arr> (Perfect Time <再arr>?) – 4:52

Durata totale: 74:16

### Altri media
Due light novel basate sulla serie, provvisoriamente intitolate Sekijitsu no ōmiyako: nanatsu no chikai (昔日の王都 七つの誓い? lett. "Il regno dei tempi antichi: il giuramento dei sette") e Shukumei no nanoka-kan (宿命の七日間? lett. "I sette giorni del destino") e illustrate da Suzuki, sono state annunciate entrambe il 25 luglio 2014. La prima di esse, scritta da Shuka Matsuda e rinominata in Nanatsu no taizai: gaiden - Sekijitsu no ōto nanatsu no negai (七つの大罪 ―外伝― 昔日の王都 七つの願い? lett. "I sette peccati capitali: biografia alternativa - I sette desideri della città reale dei tempi antichi"), è stata pubblicata il 17 dicembre 2014, mentre la seconda, scritta da Mamoru Iwasa e incentrata sia sulla relazione di Ban ed Elaine sia sul passato di quest'ultima, è uscita col titolo Nanatsu no taizai: Seven Days (七つの大罪 セブンデイズ?, Nanatsu no taizai Sebun Deizu, lett. "I sette peccati capitali: sette giorni") il 26 dicembre 2014. Un seguito di Nanatsu no taizai: gaiden, sottotitolato Karera ga nokoshita nanatsu no kizuato (彼らが残した七つの傷跡? lett. "Le sette cicatrici lasciate alle spalle"), è stato pubblicato il 16 ottobre 2015.
Il 17 febbraio 2015 sono state messe in vendita sia una collezione di illustrazioni dal titolo Nanairo no tsumi (七色の罪? lett. "I sette colori del peccato") sia una guida ufficiale per i fan, mentre il 17 aprile 2015 ha poi fatto il suo debutto anche una guida intitolata Ani-Tsumi (アニ罪?), dedicata all'anime.
Un gioco per smartphone, intitolato Nanatsu no taizai: pocket no naka no kishidan (七つの大罪 ポケットの中の騎士団?, Nanatsu no taizai: poketto no naka no kishidan), è stato lanciato a gennaio 2015 e ha terminato il servizio a marzo 2017. Un videogioco per Nintendo 3DS, caratterizzato da una trama completamente originale e intitolato Nanatsu no taizai: Unjust Sin (七つの大罪 真実の冤罪?, Nanatsu no taizai: Anjasuto Shin, lett. "I Seven Deadly Sins: il peccato ingiusto"), è stato pubblicato da Bandai Namco Games l'11 febbraio 2015. Un videogioco d'avventura per PlayStation 4, intitolato The Seven Deadly Sins: Knights of Britannia (七つの大罪 ブリタニアの旅人?, Nanatsu no taizai: Britannia no tabibito), è stato pubblicato da Bandai Namco Entertainment nel febbraio 2018.

## Accoglienza

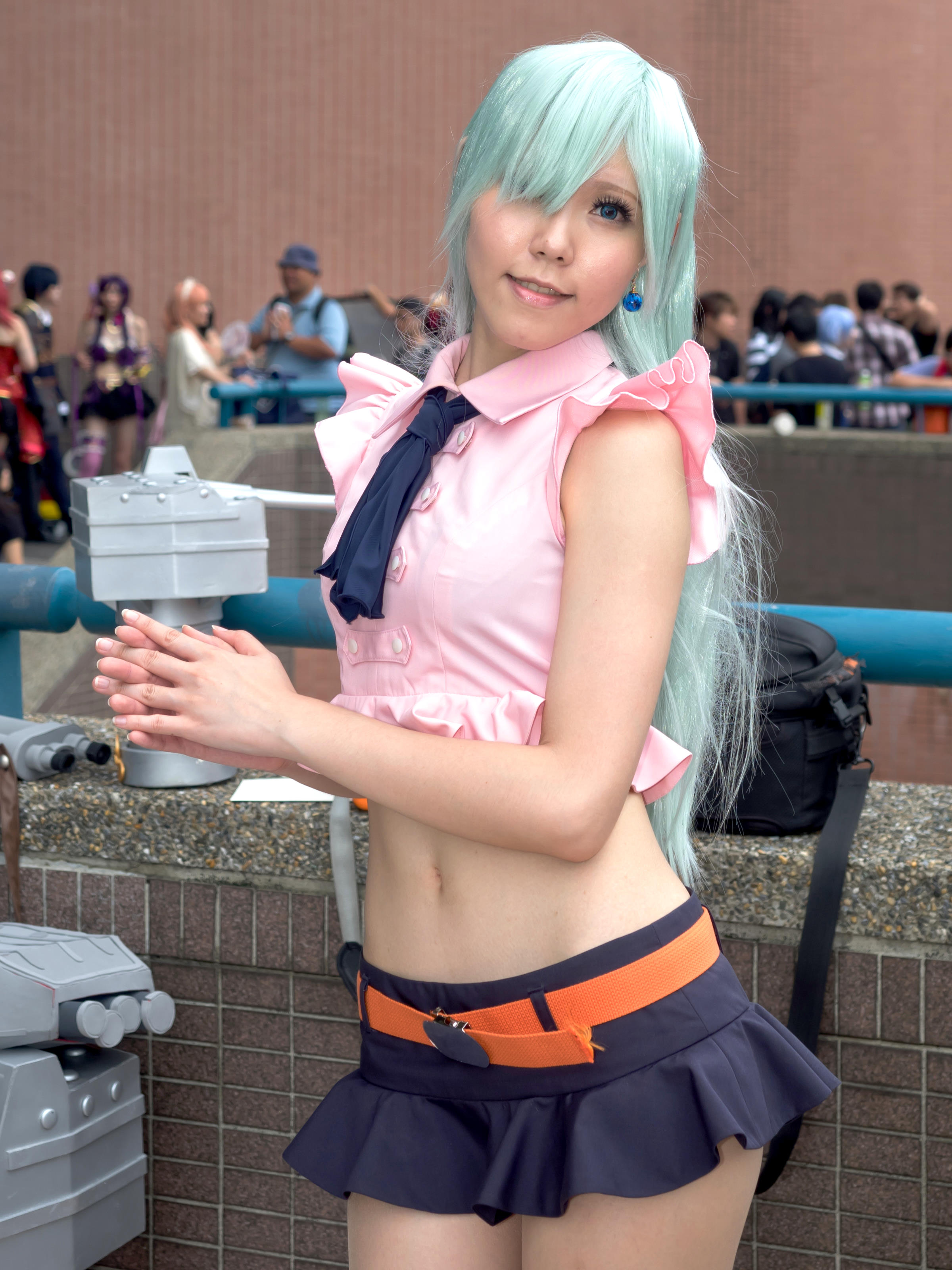
Cosplayer di Elizabeth

Al gennaio 2015 le vendite dei volumi della serie hanno raggiunto le 10 milioni di copie. Al debutto, durante il corso della prima settimana dalla pubblicazione in Giappone, il primo volume ha venduto 38 581 copie, classificandosi tredicesimo nella classifica di Oricon; il secondo ha raggiunto la posizione numero cinque grazie alla vendita di 106 829 copie; infine il terzo si è piazzato invece quarto grazie ad altre 135 164 copie vendute. Il miglior debutto in assoluto è stato quello del volume tredici, che ha venduto 442 492 copie e che si è meritato così il primo posto in classifica. In generale, The Seven Deadly Sins è stato anche il nono manga più venduto del 2014, il secondo del 2015 e il sesto del 2016.
Nell'edizione del 2014 di Kono manga ga sugoi! di Takarajimasha la serie è stata definita il quinto miglior manga per i lettori di sesso maschile. Il titolo è stato anche nominato al settimo Manga Taishō e premiato come miglior fumetto per giovani al 42º Festival international de la bande dessinée d'Angoulême in Francia, mentre in America del Nord i volumi due e quattro si sono aggiudicati rispettivamente il settimo e nono posto nelle classifiche di best seller redatte dal New York Times. Nel 2015 il titolo ha vinto il 39º Premio Kodansha per i manga come miglior manga shōnen.
Rebecca Silverman di Anime News Network ha dato al primo volume una valutazione complessiva pari a B, definendo i disegni interessanti e descrivendo la storia come una "caricatura ben fatta dei tipici cavalieri senza macchia e senza paura" del Medioevo. Il recensore si è anche accorto dell'influenza di Akira Toriyama in Meliodas e dei manga shōjo degli anni settanta nei personaggi femminili della storia, ma non ha potuto fare a meno di provare la sensazione come se le visuali delle scene avessero dei problemi di prospettiva e come se il personaggio di Elizabeth non fosse stato sviluppato a dovere. Sia Silverman che Danica Davidson di Otaku USA hanno poi avvisato i lettori che le azioni perverse di Meliodas nei confronti di Elizabeth, usate dall'autore per aggiungere un po' di comicità alla storia, potrebbero essere facilmente fraintese. Il giornalista statunitense Jason Thompson, invece, ha affermato che la serie contiene i soliti elementi dei manga shōnen, ragion per cui trama e dialoghi sono piuttosto prevedibili. Egli però ha anche ammesso di aver apprezzato i disegni, così come l'ambientazione europea.
Al debutto, il primo volume DVD della serie anime ha raggiunto la prima posizione nella classifica di Oricon grazie alla vendita di 3 574 copie. Entro la prima metà del 2015, il titolo si è poi aggiudicato il trentesimo posto come miglior anime best seller per via dei suoi primi cinque volumi BD/DVD che hanno venduto in generale 32 762 copie, mentre nello stesso periodo la light novel Nanatsu no taizai -Gaiden- Sekijitsu no ōto nanatsu no negai si è classificata trentatreesima grazie alla tiratura di 61 939 copie.
Nel primo semestre del 2018, la seconda stagione di The Seven Deadly Sins è stata una delle parole più cercate sul motore di ricerca Yahoo!.